# Victorio García
Victorio García   (Madrid, 20 d'octubre de 1926) va ser un ciclista espanyol, professional durant les dècades de 1940 i 1950. En el seu palmarès destaca una victòria d'etapa a la Volta a Espanya de 1950.

## Palmarès
- 1950
  - Vencedor d'una etapa a la Volta a Espanya

### Resultats a la Volta a Espanya
- 1950. 15è de la classificació general. Vencedor d'una etapa
- 1955. 35è de la classificació general

### Resultats al Tour de França
- 1953. Abandona (4a etapa)